# فجل الخيل
الفجل الخيل أو الأرموريسيه (الاسم العلمي: Armoracia) هو جنس نباتي يتبع فصيلة الصليبية من رتبة الكرنبيات.

## أنواع
يوجد عدة أنواع من جنس الفجل الخيل:	 
- فجل الخيل الريفي (الاسم العلمي: Armoracia rusticana)
- فجل الخيل البحيري (الاسم العلمي: Armoracia lacustris)
- فجل الخيل الكبير الثمر (الاسم العلمي: Armoracia macrocarpa)
- فجل الخيل السمارياني (الاسم العلمي: Armoracia sisymbrioides)
- فجل الخيل المائي (الاسم العلمي: Armoracia aquatica)
- فجل الخيل النمساوي (الاسم العلمي: Armoracia austriaca)
- فجل الخيل السابح (الاسم العلمي: Armoracia natans)
- فجل الخيل الفالدفياني (الاسم العلمي: Armoracia valdiviana)